# ریچارد بلمن
ریچارد ارنست بلمن (انگلیسی: Richard Ernest Bellman; زاده ۲۶ اوت ۱۹۲۰ – درگذشته ۱۹ مارس ۱۹۸۴) دانشمندی در زمینه ریاضیات کاربردی اهل ایالات متحده آمریکا بود؛ که به علت اختراع برنامه‌ریزی پویا شناخته شده‌است. او هم‌چنین به سبب همکاری مستقیم با پال اردوش، دارای عدد اردوش ۱ است.